# 国际社会主义组织 (美国)
国际社会主义组织（英語：International Socialist Organization，缩写为ISO）是美国的一个已不存在的托洛茨基主义组织。该组织成立于1976年。该组织原为国际社会主义倾向成员。2001年，该组织由于同英国社会主义工人党（国际社会主义倾向最主要的成员）产生分歧，被国际社会主义倾向开除。该组织也曾为第四国际常驻观察员。2019年3月28日，该组织解散。
该组织的意识形态是革命社会主义、马克思主义、托洛茨基主义。该组织的政治立场是极左翼。该组织的领导机构是指导委员会。该组织的总部位于芝加哥。该组织出版刊物《社会主义工人》，每日发行在线版本，每月发行一次纸质版本。